# Marc Rothemund
Marc Rothemund (Monaco di Baviera, 26 agosto 1968) è un regista, sceneggiatore e produttore cinematografico tedesco.
È figlio del regista Sigi Rothemund e fratello dell' attrice Nina Rothemund.

## Filmografia

### Regista
- Das merkwürdige Verhalten geschlechtsreifer Großstädter zur Paarungszeit  (1998)
- Porky college 2 - Sempre più duro (Harte Jungs) (2000)
- La rosa bianca - Sophie Scholl (Sophie Scholl - Die letzten Tage) (2005)
- Pornorama (2007)
- Groupies bleiben nicht zum Frühstück (2010)
- Mann tut was Mann kann (2012)
- La ragazza dalle nove parrucche (Heute bin ich blond) (2013)
- Da muss Mann durch (2015)
- Mein Blind Date mit dem Leben (2017)
- Conta su di me (Dieses bescheuerte Herz) (2017)
- I ribelli del weekend (Wochenendrebellen) (2023)